# آنا میزدریکووا
آنا میزدریکووا (به انگلیسی: Anna Myzdrikova) ژیمناست زادهٔ ۲۲ اکتبر ۱۹۹۲ میلادی اهل کشور روسیه است.